# The Sonny & Cher Comedy Hour

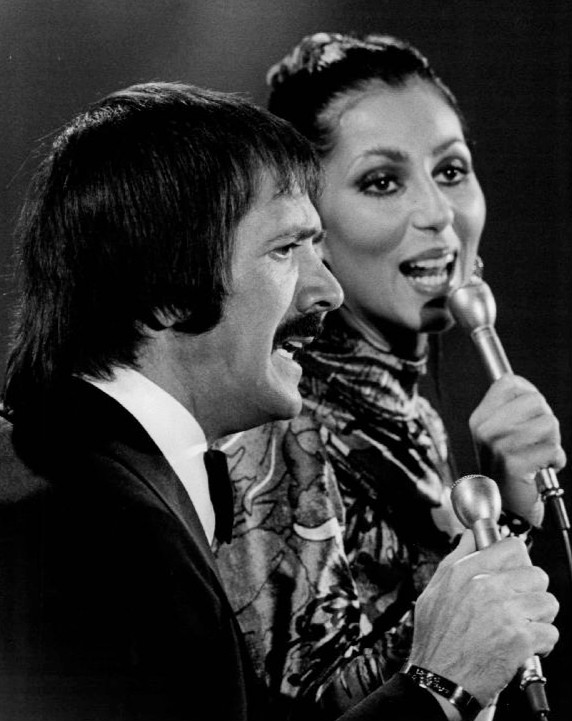
Para podczas występu w The Sonny and Cher Show w 1976 roku

The Sonny & Cher Comedy Hour – amerykański program rozrywkowy, który był prowadzony przez Sonny’ego Bono i Cher, będących w tamtym czasie małżeństwem. Program był emitowany przez stację CBS w Stanach Zjednoczonych, a jego premiera miała miejsce w sierpniu 1971 roku. Produkcja show została zakończona w maju 1974 roku z powodu rozwodu pary. Dwa lata później duet zaczął występować ponownie w podobnym formacie telewizyjnym pt. The Sonny & Cher Show, którego emisja trwała przez dwa sezony, kończąc się 29 sierpnia 1977 roku.

## The Sonny & Cher Comedy Hour (1971–1974)
Do 1971 roku duet Sonny & Cher przestał nagrywać nowe single, a ich wspólny film pt. Chastity nie odniósł sukcesu w rezultacie czego para postanowiła skupić się na występach w nocnych klubach w całym kraju. Fred Silverman szef programowy stacji CBS, zobaczył ich występ pewnego wieczoru i zaproponował im własny program komediowy. Sonny & Cher Comedy Hour  miał być pierwotnie letnim serialem zastępczym, ale wysokie oceny dały Silvermanowi wystarczający powód, aby przywrócić go jeszcze w tym samym roku, ze stałym miejscem w ramówce.
Podczas 3 letniej emisji show oglądało średnio 30 milionów ludzi. Program otrzymał 12 nominacji do nagrody Emmy i wygrał jedną w kategorii dla najlepszego reżysera. Program był chwalony za poczucie humoru; Sonny przekomarzał się z Cher, pozwalając jej na poniżenie w sarkastyczny, ale komiczny sposób. Według biografki Connie Berman „para promieniowała aurą radości, czułości i ciepła, która dodatkowo zwiększała ich atrakcyjność. Widzowie byli jeszcze bardziej zadowoleni, gdy w serialu pojawiała się mała Chastity. Wyglądali jak idealna rodzina”. Dzięki udziałowi w tym programie, Cher szkoliła swoje umiejętności grania komicznych postaci takich jak: przerażona gospodyni Laverne, sarkastyczna kelnerka Rosa, a ponadto inne historyczne kobiety, jak: Kleopatra i panna Sadie Thompson. Sukienki, które nosiła były atrakcją dla odbiorców i wpłynęły na styl ubierania się kobiet w siódmej dekadzie XX wieku.
Wśród wielu gości, którzy pojawili się w programie, byli między innymi Carol Burnett, George Burns, Glen Campbell, Tony Curtis, Bobby Darin, Phyllis Diller, Farrah Fawcett, Merv Griffin, The Jackson 5, Jerry Lee Lewis, Ronald Reagan, Burt Reynolds, The Righteous Brothers, Dinah Shore, Sally Struthers, The Supremes, Chuck Berry i Dick Clark.
W 1974 roku Cher otrzymała nagrodę Złoty Glob dla najlepszej aktorki w serialu komediowym lub musicalu za występy w show. Program miał powrócić na kolejny sezon w październiku 1974 roku, jednak tej jesieni Sonny i Cher rozstali się, co spowodowało odwołanie programu.
W 2004 roku wybrane odcinki z programu zostały wydane na trzech płytach DVD zatytułowanych The Sonny & Cher Ultimate Collection: The Best of The Sonny & Cher Comedy Hour and The Sonny & Cher Show.

## Solowe programy
W 1974 roku po tym jak zakończyło się ich małżeństwo, Sonny i Cher zgodzili się zakończyć produkcję programu. Ich czas antenowy został przydzielony zespołowi Tony Orlando and Dawn. Cher i Bono występowali w oddzielnych programach rozrywkowych przez następne dwa lata. Cher dostała swój program pt. The Cher Show, natomiast Bono występował w The Sonny Comedy Revue emitowanym w niedzielne wieczory na kanale ABC. W przeciwieństwie do programu Cher, serial Sonny’ego nie odniósł sukcesu i został zdjęty z anteny po 13 odcinkach.

## The Sonny and Cher Show (1976–1977)
Po anulowaniu The Cher Show z powodu drugiej ciąży, Cher i Sonny powrócili do telewizji z nowym programem, w którym zagrali rozwiedzioną parę. Show zostało wyprodukowany przez doświadczonych tekściarzy muzycznych, Franka Peppiatta i Johna Ayleswortha. Był to zasadniczo ten sam format, co pierwsza odmiana serii, ale z różnymi autorami tworzącymi nowe skecze i piosenki.
The Sonny and Cher Show był transmitowany do połowy 1977. Ich ekstrawagancki styl życia, oraz burzliwe relacje Cher z Allmanem wywołały publiczny sprzeciw, który ostatecznie przyczynił się do porażki i zdjęcia serialu z anteny w sierpniu 1977.